# 1941 în artă
← 1938 în artă — 1939 în artă — 1940 în artă ——  1941 în artă  —— 1942 în artă — 1943 în artă — 1944 în artă →
1941 în artă implică o serie de evenimente:

## Evenimente

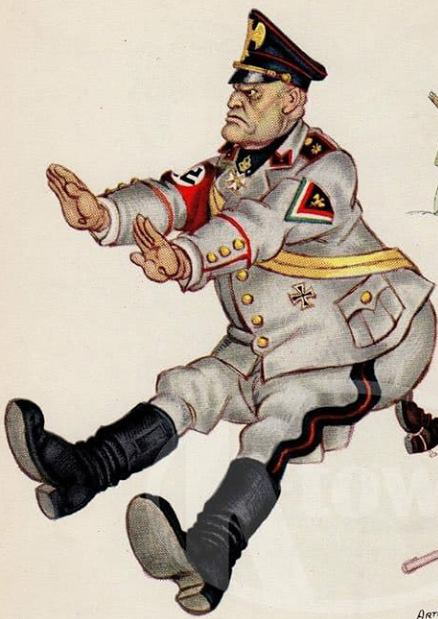
1941 — Caricatură Mussolini, detaliu

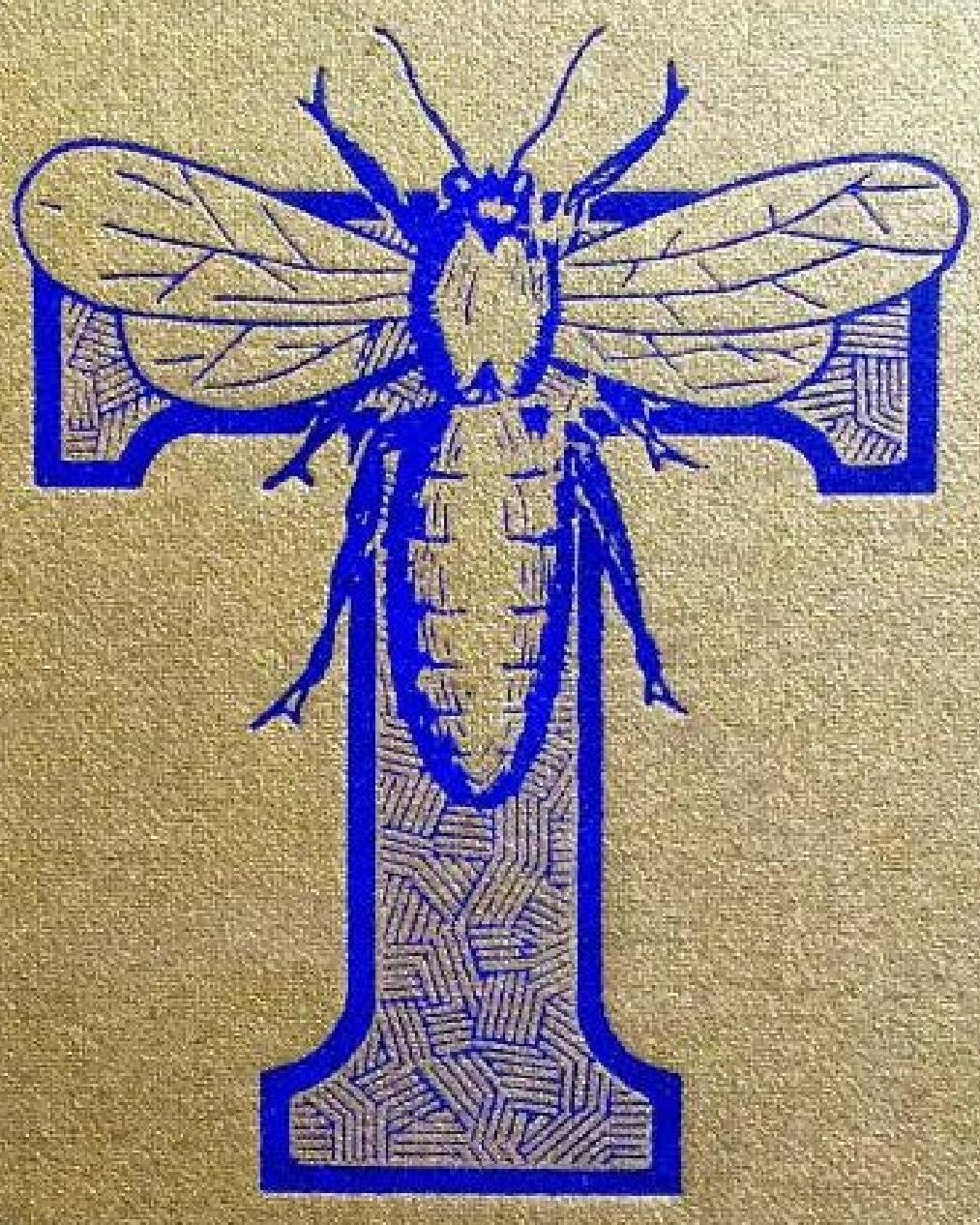
1941 — Insectă în forma literei T Curtis Field, Brady, statul

### Evenimente artistice oriunde
- 17 martie – În Washington, D.C., Galeria Națională de Artă este deschisă oficial de președintele Franklin D. Roosevelt

- 14 iulie – Colectoarea de artă americană, Peggy Guggenheim și pictorul german Max Ernst ajung în New York City, fugind din Europa ocupată.

- 12 august – Primele picturi evacuate din Galeria Națională din Londra sunt mutate într-un depozit subteran, aflat într-o carieră de tablă de sub Manod Mawr, în North Wales.

- 24 octombrie – Artistul englez Brian Stonehouse este capturat ca agent executiv al Special Operations în Franța.

- 31 octombrie – Lucrările la sculptarea Memorialului Național Mount Rushmore, statul  Dakota de Sud, din Statele Unite se opresc, fiind continuate de Lincoln Borglum după moartea în martie a tatălui său, Gutzon Borglum.

- 8 decembrie – Expoziția American Negro Art: Nineteenth and Twentieth Centuries se deschide în Galeria Downtown a Edith Halpert, în New York City.

- 30 decembrie – Peggy Guggenheim se căsătorește cu artistul vizual exilat, Max Ernst în statul  Virginia.

 Toamna 

 Fără date precise 

## Premii
- Premiul Archibald Prize s-a acordat lui William Dargie – Pentru lucrarea Sir James Elder, KBE

## Nașteri

### Ianuarie - iunie
- 1 ianuarie –
- 23 ianuarie –
- 3 martie –
- 28 martie –
- 24 aprilie –
- 7 mai –
- 22 iunie –

### Iulie - decembrie
- 3 iulie –
- 25 iulie –
- 1 august –
- 3 septembrie –
- 3 octombrie –
- 6 octombrie –

## Decese
- 23 ianuarie –
- 19 februarie –
- 16 martie –
- 15 mai –

## Galerie (lucrări din 1941)
- Lucrări reprezentative